# 1,4-二碘丁烷
1,4-二碘丁烷是一种有机碘化合物，化学式为C4H8I2。它可由四氢呋喃和五氧化二磷、磷酸及碘化钾反应制得。它和叠氮化钠反应，可以得到1,4-二叠氮基丁烷。它和乙酰乙酸甲酯在碳酸钾存在下于二甲基亚砜中反应，可以得到1-乙酰基环戊烷甲酸甲酯。